# Evangelischer Friedhof (Essen, Weberplatz)

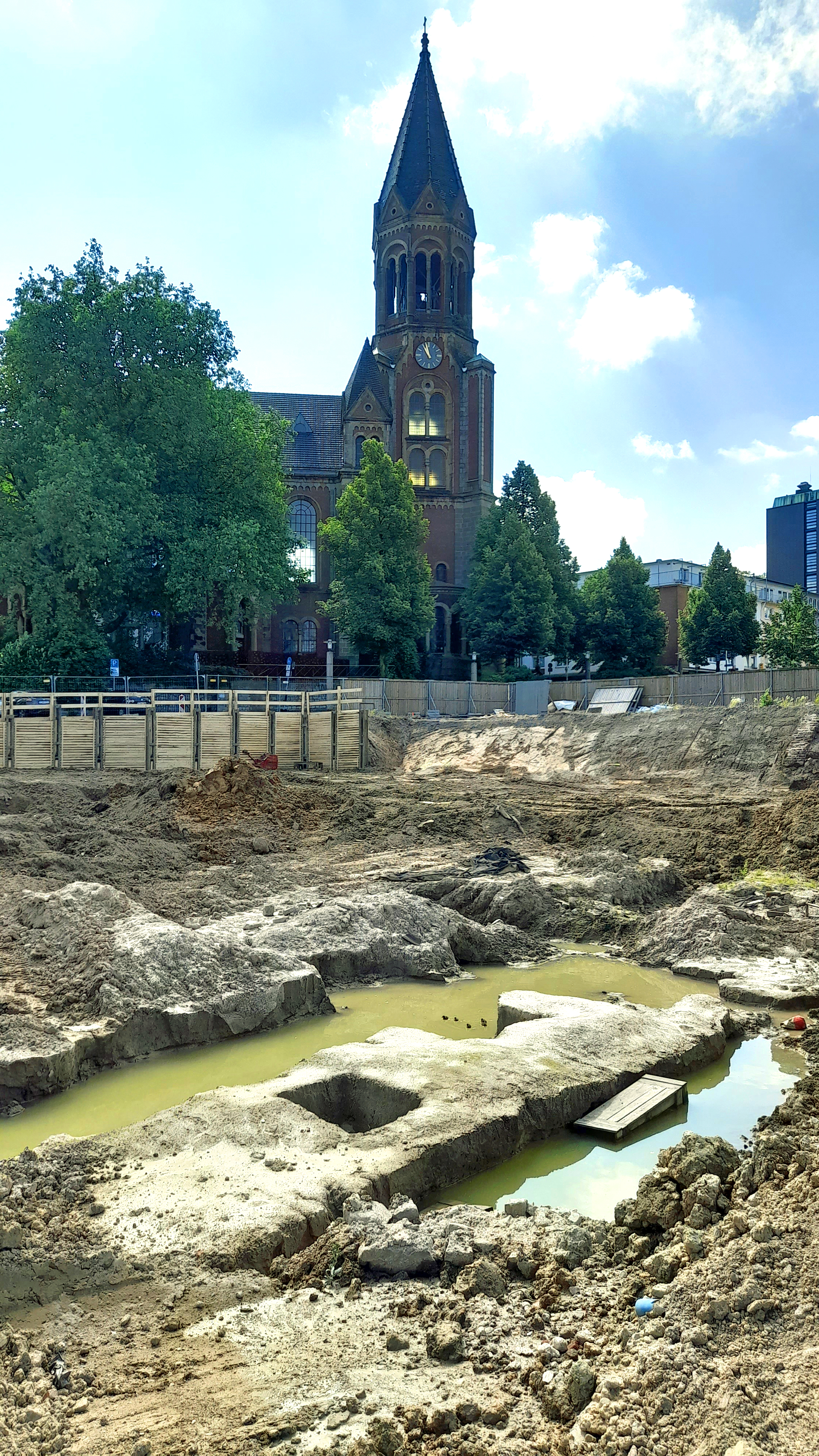
Ausgrabungsstätte am Weberplatz im Juni 2024, im Hintergrund Kreuzeskirche

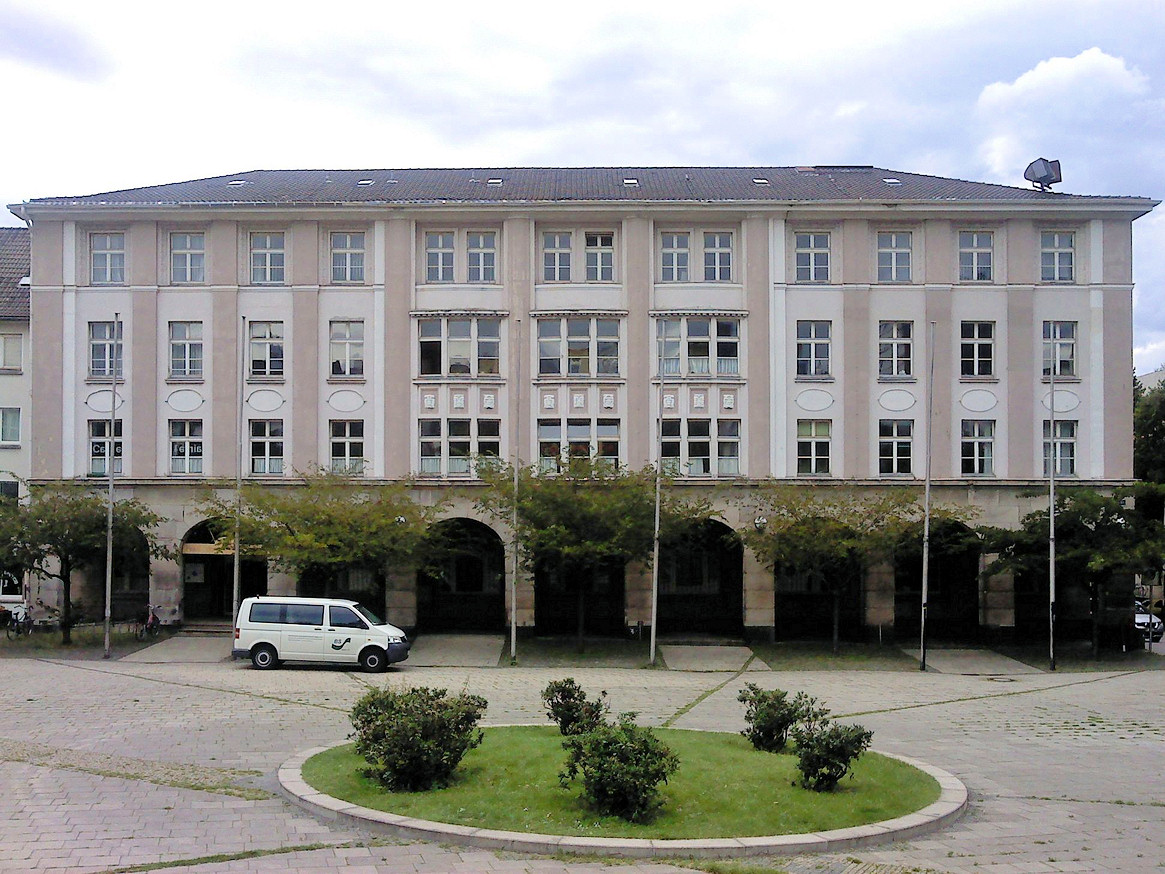
2023 abgerissenes Ledigenheim, das überwiegend auf dem Grundstück des Friedhofs stand.

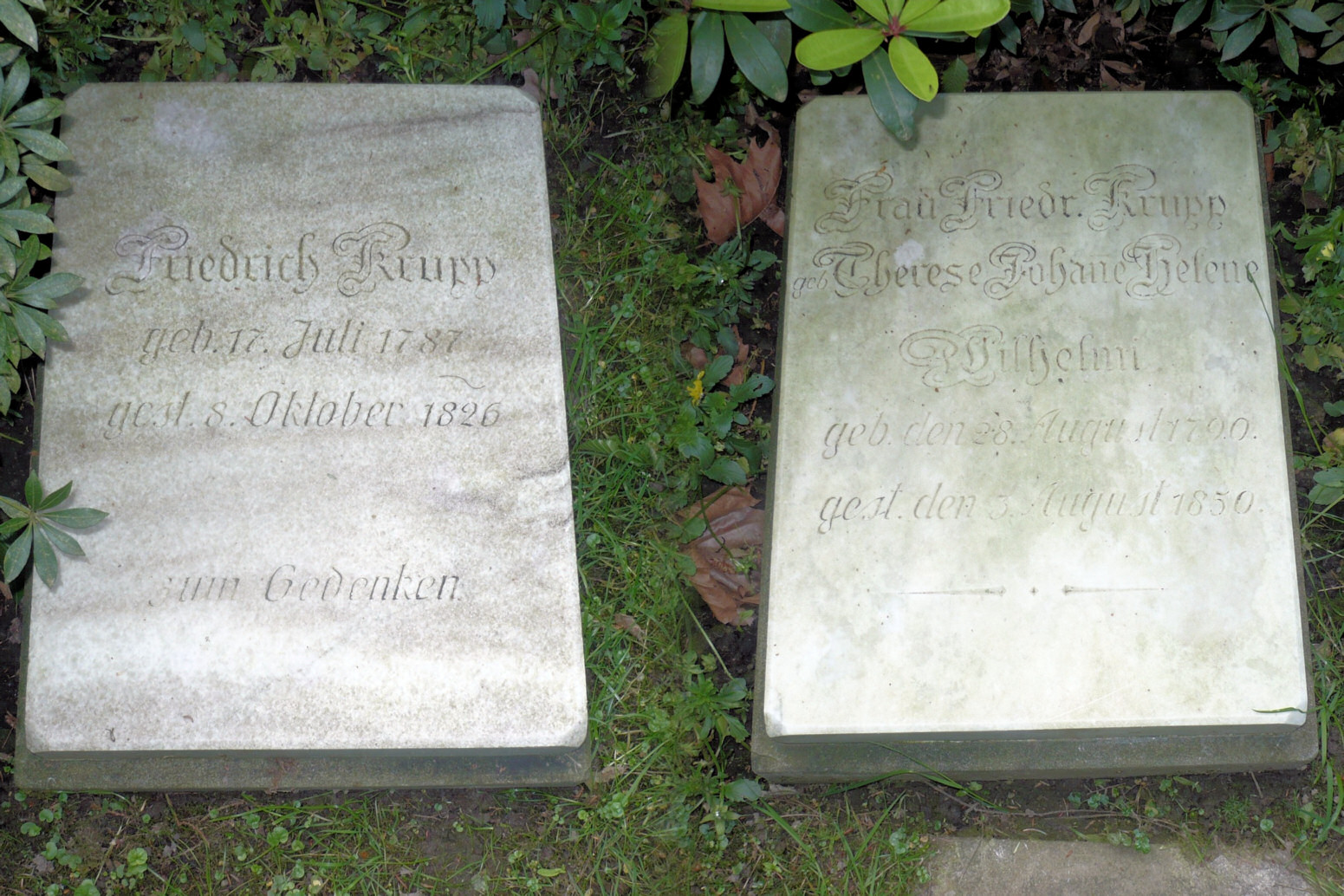
Grabplatte Friedrich Krupps mit Frau Therese, heute auf dem Friedhof Bredeney

Der Evangelische Friedhof am Weberplatz war die erste protestantische Begräbnisstätte der Stadt Essen. Sie wurde vom Anfang des 17. bis zum Anfang des 19. Jahrhunderts genutzt. Hier wurde auch der Industrielle Friedrich Krupp beigesetzt, der als Gründer der Krupp-Gussstahlfabrik und des daraus hervorgegangenen, zeitweise größten Industrieunternehmens Europas, der Friedrich Krupp AG, gilt.

## Geschichte
Der evangelische Friedhof wurde etwa 1620 innerhalb der Essener Stadtmauer im damals noch ländlichen Städtchen Essen angelegt. Essen hatte zu dieser Zeit geschätzte rund 3000 Einwohner. Der Friedhof lag zwischen der I. und der II. Weberstraße. Letztere wurde am 13. Juni 1966 in Gerswidastraße umbenannt. Seit 1895 heißt der dazwischen liegende Bereich Weberplatz. Am 26. Januar 1913 wurde auf dem Grundstück der evangelischen Gemeinde der Grundstein für das „Kaiser-Wilhelm-Ledigenheim“, später „Haus der Begegnung“ genannt, gelegt. Es stand damit auf dem ehemaligen Friedhofsgelände.
Ab 1623 fanden durch die wachsende lutherische Gemeinde erste Beisetzungen statt. Der Friedhof beherbergte zuletzt mehr als 300 Gräber. 
Nach dem Abriss des Ledigenheims fanden Grabungen statt, bevor hier ein neues Geschäftshaus mit Wohnungen entsteht. Bei diesen Grabungen sind über 300 Gräber durch die Stadtarchäologie dokumentiert worden. Dabei wurde auch ein fast komplett erhaltener Holzsarg entdeckt. Den Grund der guten Erhaltung schreibt man dem hohen Grundwasserspiegel zu, der eine konservierende Wirkung hat. Menschliche Überreste fand man nahezu keine, da der säurehaltige Lehmboden in der großen Zeitspanne alles zersetzte. Alle Körperbestattungen haben eine West-Ost-Ausrichtung. Einige Gräber wurden mehrfach belegt und Tote auch übereinander bestattet, was auf einen langen Nutzungszeitraum hindeutet. Im Juli 2024 wurden drei komplett erhaltene Körperbestattungen mit gut erhaltenen Knochen gefunden, jeweils ohne Sarg und nicht in West-Ost-Ausrichtung. Man nimmt an, dass diese vermutlich nicht regulären Beisetzungen nach Schließung des Friedhofs noch stattgefunden haben. Am Oberschenkel einer dieser Personen fand man eine Musketenkugel. Die Position der Arme bei zwei Körpern weisen darauf hin, dass die Hände auf dem Rücken und bei einem Körper auf dem Bauch zusammengebunden gewesen zu sein scheinen. Wie es dazu kam, woher diese Personen stammen und wann genau das geschah ist Gegenstand weiterer Untersuchungen.
Im Jahr 1827, ein Jahr nach der Bestattung von Friedrich Krupp, fand auf dem evangelischen Friedhof die letzte Beisetzung statt. Krupp wurde, bevor man den Friedhof 1845 einebnete, auf den 1827 neu angelegten kommunalen Friedhof am Kettwiger Tor umgebettet und seine Grabplatte nach dessen Schließung 1955 auf den Friedhof Bredeney verlegt. Nach Einebnung des evangelischen Friedhofs ließ die Stadt Essen den Weberplatz anlegen. Dessen Name weist auf die einst hier ansässige  Zunft der Weber hin. Aufgrund der aufkommenden Billigkonkurrenz aus England, die Textilien nun industriell fertigen konnte, wurde die verbliebene Leineweberei vollends verdrängt, woraufhin das Weberviertel zusehends verarmte. Die Anlage des Platzes sollte der Verarmung entgegenwirken.